# Kirche Marienbrunn

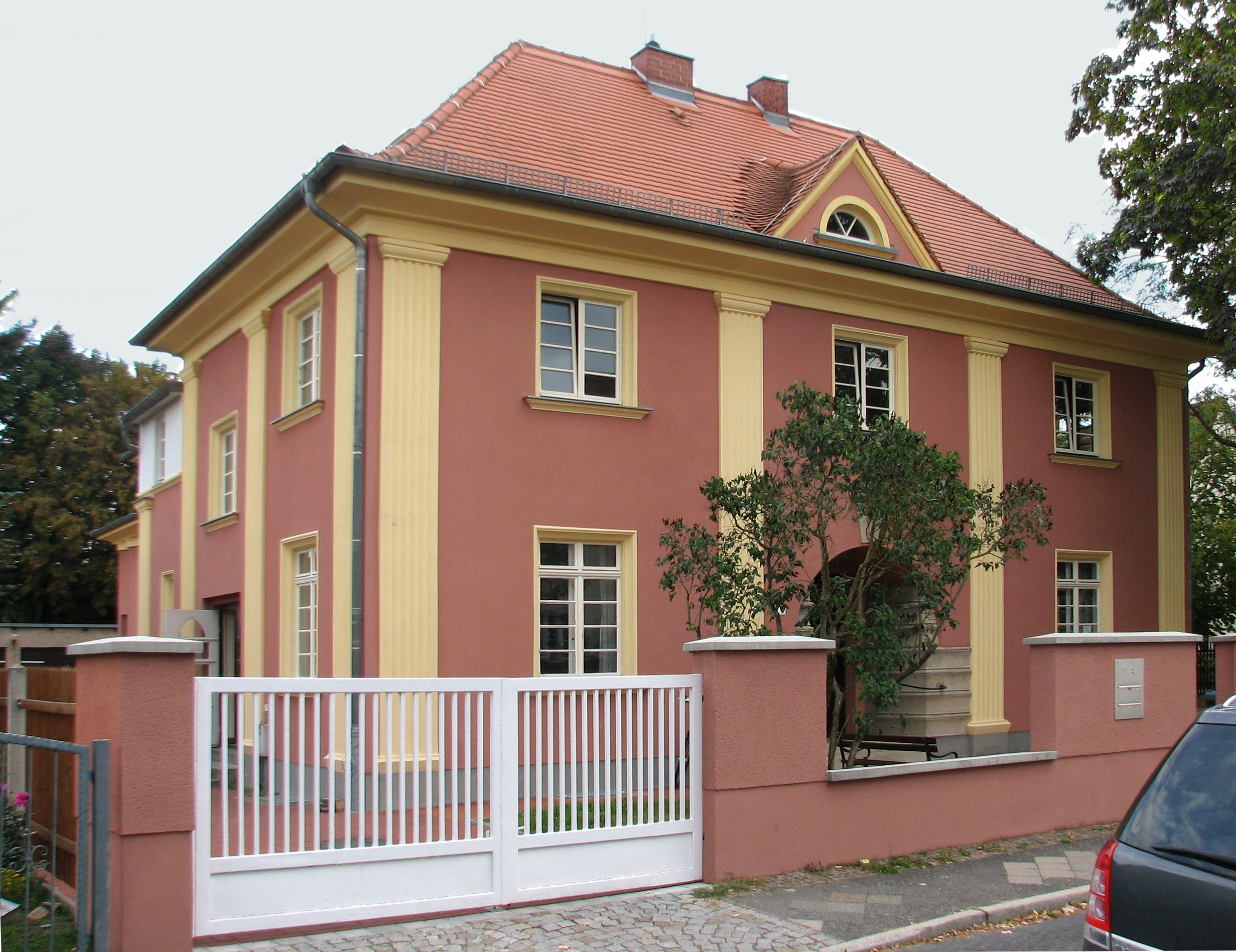
Kirche Marienbrunn (2023)

Die Kirche Marienbrunn ist ein Gotteshaus der Evangelisch-Lutherischen Landeskirche Sachsens in Marienbrunn, einem Stadtteil im Leipziger Stadtbezirk Süd, Lerchenrain 1. Sie wurde von 1927 bis 1928 erbaut und steht unter Denkmalschutz. Das Gebäude ist von außen nicht sofort als Kirche zu erkennen, auch, weil es keinen Kirchturm hat. Es steht nahe dem Völkerschlachtdenkmal. Zum Gemeindebezirk gehören der Stadtteil Marienbrunn und das Neubaugebiet Lößnig.

## Architektur und Ausstattung

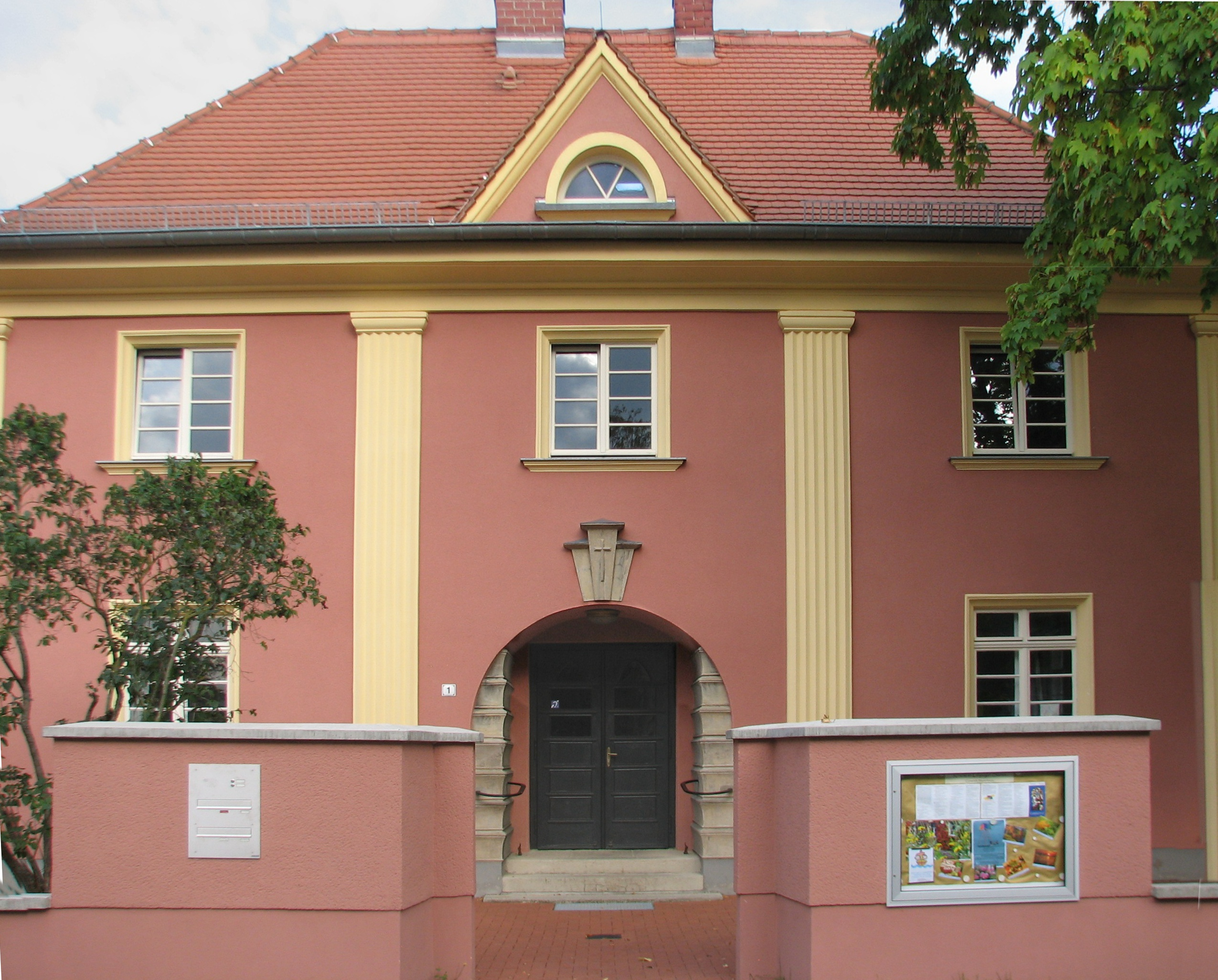
Front mit Portal
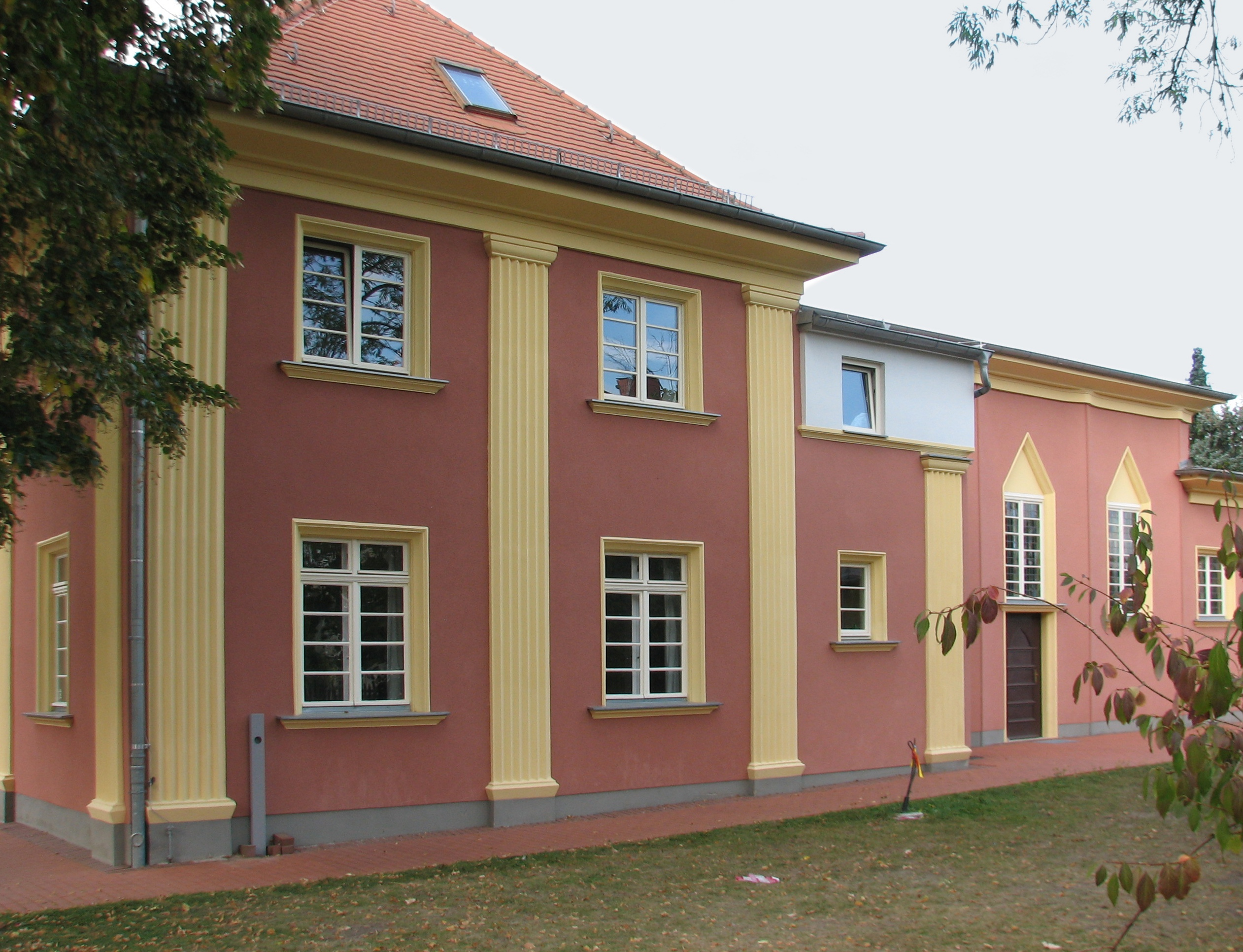
Südseite

Das Bauwerk, das ursprünglich nicht nur der Kirchgemeinde als Gemeindehaus diente, ist ein zweigeschossiger Putzbau mit Portal- und Fassadendekoration im Stil der 1920er Jahre nach Plänen von Architekt Georg Staufert. Das Gebäude ist als Teil der Gartenvorstadt Marienbrunn ortshistorisch, städtebaulich, baugeschichtlich und sozialgeschichtlich von Bedeutung.
Das Gemeindehaus ist mit Pilastergliederung, rundbogigem Portal sowie Dekor in Art-déco-Formen an Schlussstein und Gewänden gestaltet. Es hat ein geknicktes Walmdach mit Dreiecksgiebel über der Mittelachse. Rückwärtig schließt sich der Saaltrakt an.
Nach dem Zweiten Weltkrieg wurde der Gemeindesaal zum Kirchensaal mit aktuell rund 180 Plätzen umgestaltet, der Altarbogen eingebaut und im Jahr 1950 das Christophorusfenster im Altarraum eingesetzt. Nach dem Entwurf der Künstlerin Paula Jordan zeigt das Fenster die Legende vom heiligen Christophorus, der das Christuskind durchs Wasser trägt. Dasselbe Motiv hat das Dienstsiegel der Kirchgemeinde.
Zum Ende der Amtszeit von Pfarrer Kröning wurde das Harmonium von einer kleinen Schuke-Orgel abgelöst. Deren Gesamtkosten betrugen 16.017 Mark, die ein Unterstützer aus Bleckede stiftete. Orgelweihe war am 16. Mai 1965, am Sonntag Kantate.
1995 feierte die Kirchgemeinde Marienbrunn das 10-jährige Bestehen der Gemeindepartnerschaft mit den Kirchgemeinden Duinzechtkerk und Vredeskapell aus Den Haag. Die Partnerkirchgemeinden schenkten bei diesem Anlass eine Glocke. Sie wurde vier Jahre später, am 3. Oktober 1999, in den extra geschaffenen, hölzernen Glockenträger gehängt und ruft seitdem die Gläubigen zu Gebet und Gottesdienst; sie wird von Hand mit dem Seil geläutet. Es ist eine Bronzeglocke mit 515 Millimeter unterem Durchmesser und rund 80 Kilogramm Gewicht, Schlagton ~ g′′.

Blick von Empore zum Altar
Christophorusfenster
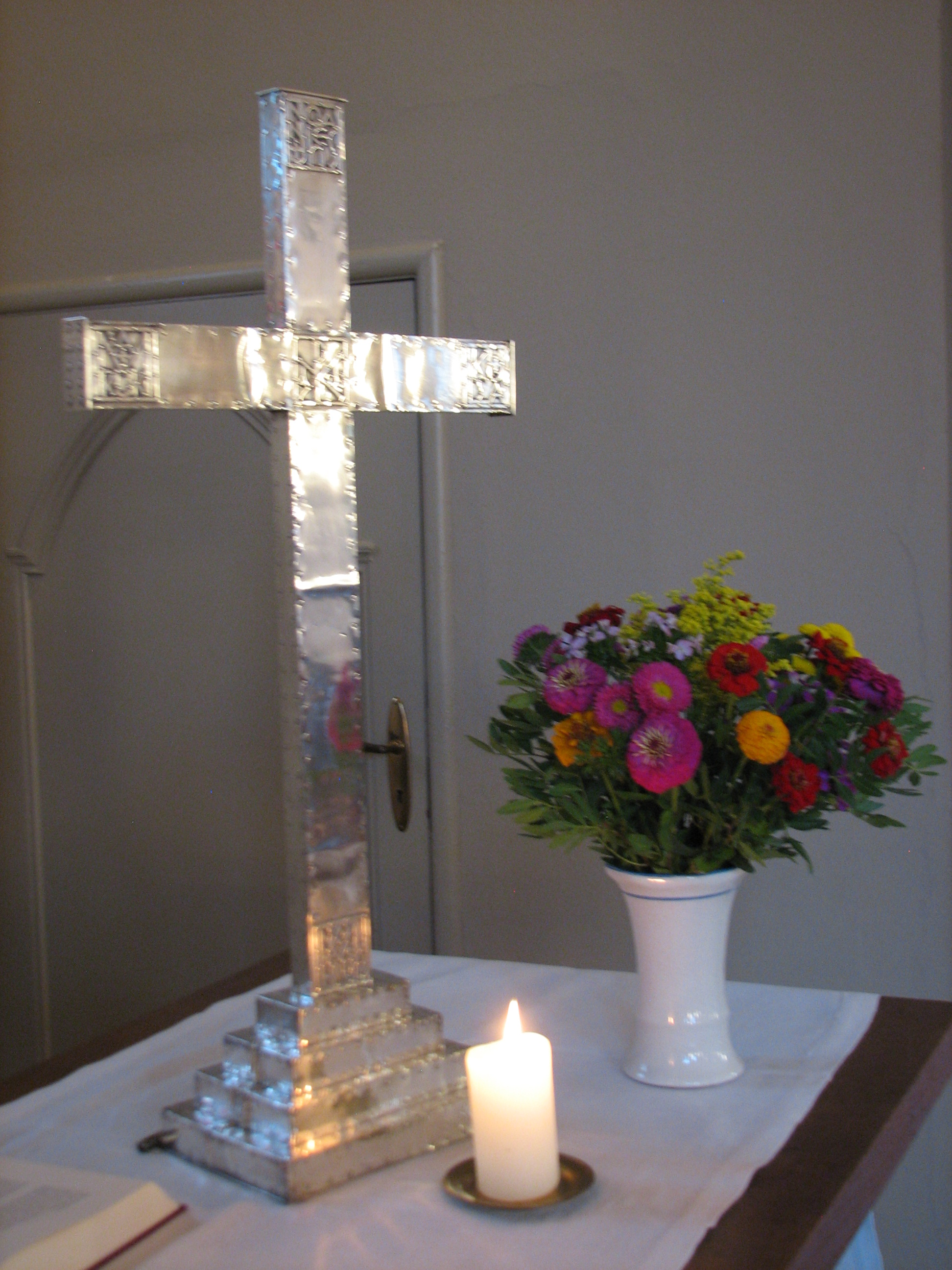
Altarkreuz
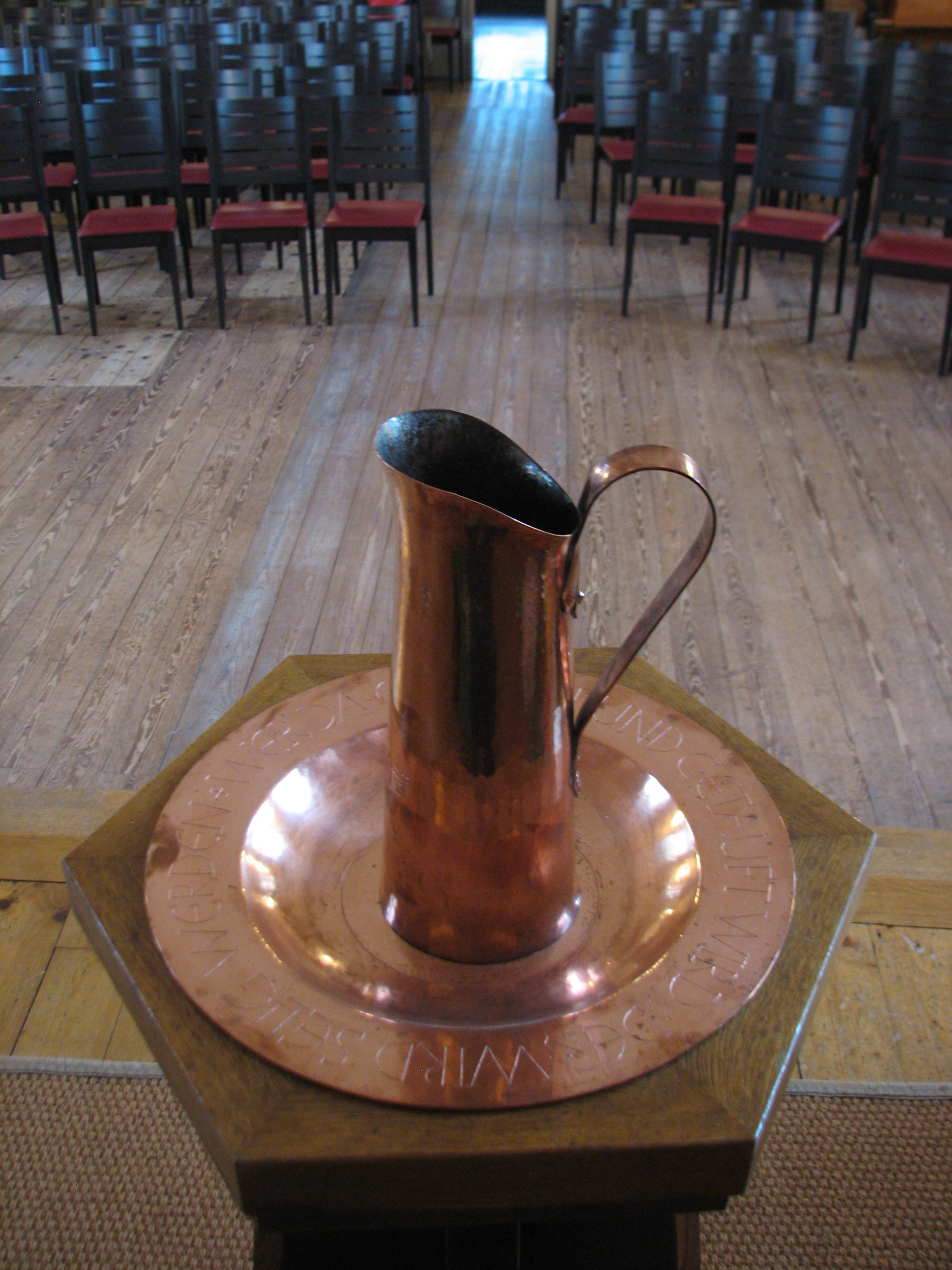
Taufkelch und ‑schale
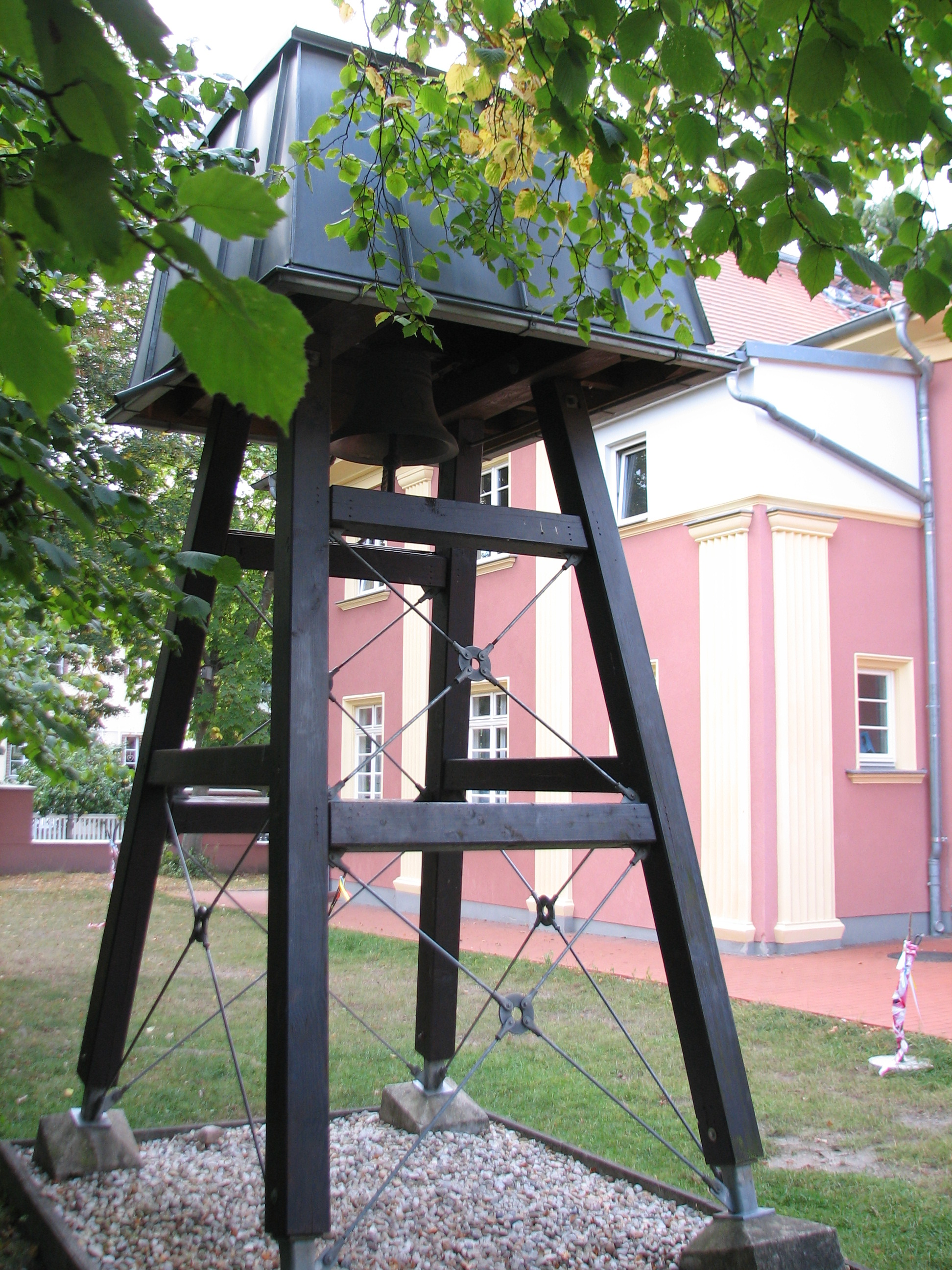
Glockenträger
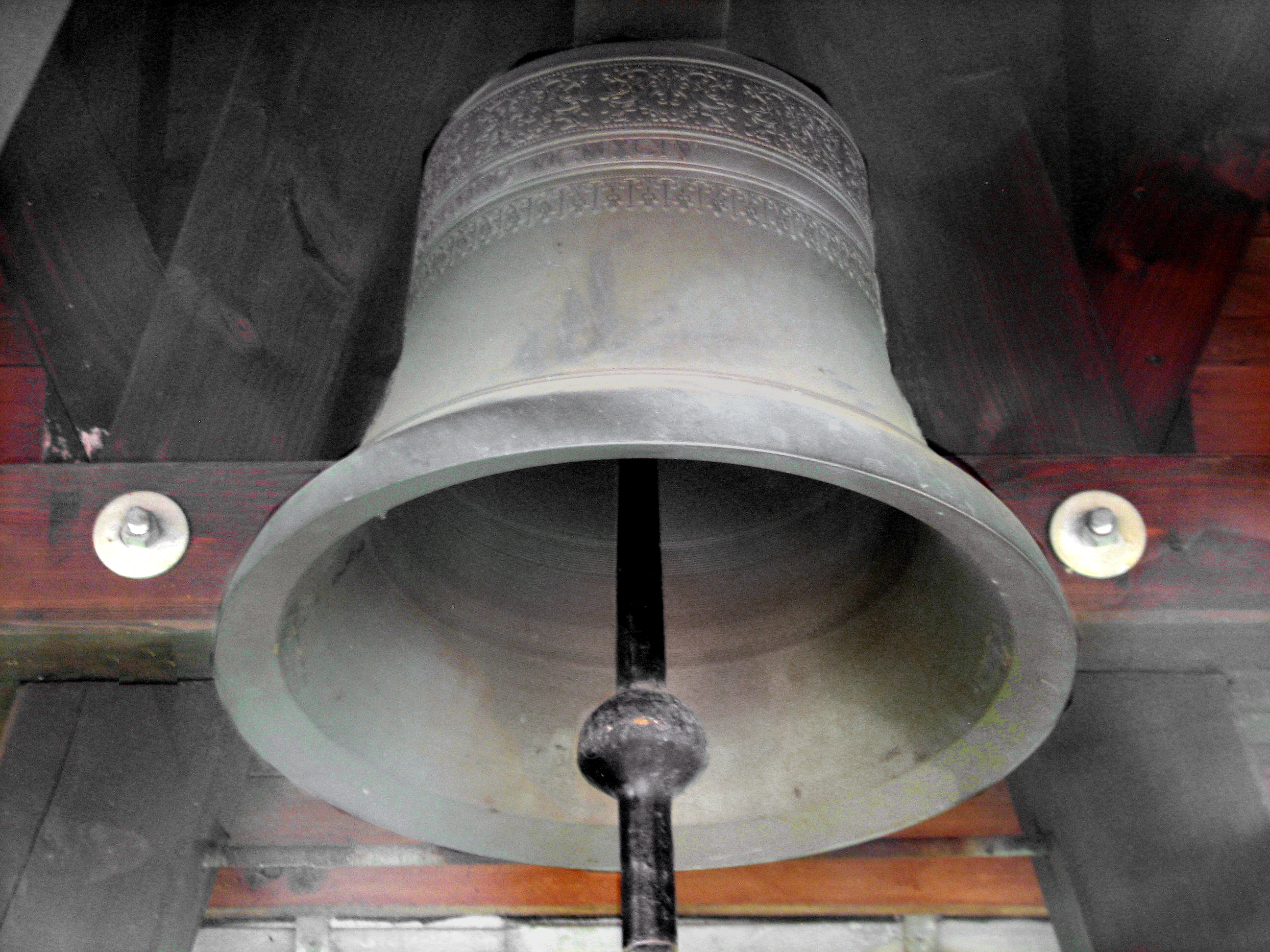
Glocke

## Geschichte
Das Gemeindehaus Marienbrunn hat seinen Ursprung im Zuzug evangelischer Christen in die Häuser des damals neu errichteten Areals „Gartenvorstadt Marienbrunn“ der Internationalen Baufachausstellung von 1913.
Evangelische Christen aus Marienbrunn gehörten zunächst zu Connewitz, wo sie den Gottesdienst besuchten. Später folgten Gottesdienste in der „Gaststätte Marienbrunn“ – kurz „Mary“ genannt. Im Oktober 1926 gründete sich ein „Marienbrunn Ausschuss“, der sich die Schaffung eines Kirchenraumes zum Ziel setzte: 366 Unterschriften unterstützten einen Antrag zur Errichtung eines Kirchgemeindehauses, darunter auch Pfarrer Zeuschner aus Connewitz.
Grundsteinlegung war zum Reformationsfest 1927. Mit neun Hammerschlägen wurden die Arbeiten am Haus gesegnet. Die Baukosten betrugen 96.934,64 Reichsmark. Feierliche Einweihung war am 2. September 1928 mit Superintendent Hilbert. Die erste Konfirmation fand am 24. März 1929 (Sonntag Palmarum) mit Pfarrer Zeuschner statt; dabei wurden elf Mädchen und sieben Jungen konfirmiert.
Anfangs wurde das Gebäude als Gemeindehaus im wörtlichen Sinn genutzt: Die Kirchgemeinde war der Hauptnutzer, darüber hinaus stand es für weitere Veranstaltungen zur Verfügung.
Seitdem gab es das Ziel, eine eigene Kirche zu bauen. Das Grundstücksamt der Stadt Leipzig schlug 1930 einen Bauplatz zwischen Heinzelmannweg, Hirtenweg, Rapunzelweg und Zaubererweg vor – womöglich um an die ehemalige Heilig-Kreuz-Kirche Ölschwitz zu erinnern, die wohl in der Nähe der späteren Konsum-Verkaufsstelle „Märchenwiese“ gestanden hat. 1935 versuchte Pfarrer Kröning, den Bauplatz am östlichen Ende der Märchenwiese für den Kirchenbau zu erwerben. Jedoch blieben die Verhandlungen erfolglos.
Aufgrund der Zugehörigkeit des Neubaugebietes in Lößnig gab es fast 30 Jahre lang zwei Pfarrer in Marienbrunn.

## Kirchgemeinde
Seit 1929 gab es Bemühungen, Marienbrunn als eigenen Pfarrbezirk oder als selbstständige Gemeinde auszupfarren. Am 1. April 1950 wurde die eigenständige Evangelisch-Lutherische Kirchgemeinde Leipzig-Marienbrunn begründet.
Vom 1. August 2006 bis 31. Dezember 2019 gab es eine Schwesterkirchverbindung mit der Auenkirchgemeinde Markkleeberg-Ost. Aufgrund der Strukturreform der Evangelisch-Lutherischen Landeskirche Sachsens wurden am 1. Januar 2020 die Peterskirchgemeinde, die Bethlehemgemeinde, die Paul-Gerhardt-Kirchgemeinde und Marienbrunn zur Evangelisch-Lutherischen Kirchgemeinde im Leipziger Süden vereinigt. Es besteht eine Schwesterkirchverbindung mit dem Kirchenquartett Probstheida-Störmthal-Güldengossa-Wachau.

## Pfarrer
- 1925: Kurt Zeuschner
- 1931: Heinrich Paul
- 1933: Erich Kröning (1897–1973,[5] Amtszeit in Marienbrunn 1. April 1933 – Herbst 1966)[4]
- 1967: Hans-Dietrich Weichert
- 1971: Manfred Falkenau
- 1982: Wolfgang Böllmann
- 1993: Stefan Zieglschmid
- 2003: Michael Böhme
- seit 2015: Jörg Sirrenberg[6]